# 三重野卓
三重野 卓（みえの たかし、1949年6月-　）は、日本の社会学研究者。山梨大学名誉教授。

## 学歴
- 1974年 東京大学文学部社会学科卒業
- 1976年 同大学院社会学研究科修士課程修了
- 1979年 同大学院社会学研究科博士課程単位取得退学。
- 2010年 博士（文学）（北海道大学、学位論文『福祉政策の社会学 : 共生システム論への計量分析』）

## 研究歴
- 1976年7月 社会保障研究所研究員
- 1981年4月 同所退所、防衛大学校社会科学教室専任講師
- 1983年10月 同助教授
- 1994年4月 同大学校退官、山梨大学教育学部教授
- 1995年4月 同大学院教育学研究科教授
- 2012年4月 同大学退職、帝京大学文学部社会学科教授（2017年3月退職） 。
- 2012年4月山梨大学名誉教授

## 社会活動
- 日本社会学会理事などを歴任。
- 福祉社会学会理事、会長を歴任。。
- 内閣府・共生社会形成促進のための政策研究会・委員、
- 内閣府・高齢社会対策の総合的な推進のための政策研究会・委員、
- 国土交通省・半島振興対策研究会・委員などを歴任。

## 著書
- 『福祉と社会計画の理論ー指標・モデル構築の視点から』白桃書房（1984年）、
- 『「生活の質」の意味ー成熟社会、その表層と深層へ』白桃書房（1990年）、
- 『「生活の質」と共生（増補改訂版）』白桃書房（2004年）、
- 『福祉政策の理論と実際ー福祉社会学研究入門（改訂版）』（共編著）東信堂（2005年）、
- 『福祉国家の社会学ー21世紀における可能性を探る』（編著）東信堂（2001年）、
- 『福祉国家の医療改革ー政策評価にもとづく選択』（共編著）東信堂、(2003年)。
- 『公共政策の社会学ー社会的現実との格闘』（共編著）東信堂（2007年）。
- 『共生社会の理念と実際』（編者）東信堂（2008年）。
- 『グローバル化のなかの福祉社会』(共編著)ミネルヴァ書房(2009年)
- 『新・社会福祉士養成講座　第三巻　社会理論と社会システム』（編集委員）中央法規(2010年)
- 『福祉政策の社会学ー共生システム論への計量分析』ミネルヴァ書房（2010年）

　　（第一回福祉社会学会賞　学術賞受賞）
- 『福祉社会学ハンドブックー現代を読み解く98の論点』（編集代表）中央法規（2013年）